# Чечин, Евгений Вячеславович
Евгений Вячеславович Чечин (род. 24 июля 1977, Барнаул) — российский хоккеист, вратарь. Мастер спорта России. Тренер.

## Биография
Воспитанник барнаульского «Мотора». Выступал за команды «Мотор» (1993/94 — 1995/96, 2000/01, 2004/05), «Заполярник» Норильск (1995/96), «Лада» и «Лада-2» (Тольятти, 1996/97, 1997/98), «Кристалл» Электросталь (1997/98), «Спартак» Москва (1998/99), «Нефтехимик» Нижнекамск (1998/99 — 1999/2000), «Дизель» Пенза (1999/2000), «Динамо-Энергия» и "«Динамо-Энергия-2» (Екатеринбург, 2001/02), белорусские клубы «Химик»-СКА Новополоцк (2003/04), «Витебск», «Витебск-2», «Химволокно», «Химволокно-2» (оба — Могилёв, все — 2004/05), «Мотор-2» Барнаул (2004/05 — 2005/06), «Янтарь» Северск (2005/06).
Серебряный призёр чемпионата России (1997).
Тренер вратарей детско-юношеских и студенческих команд.
Младший брат Алексей (род. 1981) — хоккеист, тренер, функционер.